# Paul Hunter Classic
El Paul Hunter Classic de snooker es uno de los 24 torneos oficiales del circuito mundial de este deporte. Se juega anualmente desde el año 2007 en la ciudad alemana de Fürth. Su nombre hace honor al jugador de snooker inglés Paul Hunter (1978-2006).

## Ediciones
| Año  | Ganador           | Finalista        | Marcador |
| ---- | ----------------- | ---------------- | -------- |
| 2007 | Barry Pinches     | Ken Doherty      | 4-0      |
| 2008 | Shaun Murphy      | Mark Selby       | 4-0      |
| 2009 | Shaun Murphy      | Jimmy White      | 4-0      |
| 2010 | Judd Trump        | Anthony Hamilton | 4-3      |
| 2011 | Mark Selby        | Mark Davis       | 4-1      |
| 2012 | Mark Selby        | Joe Swail        | 4-0      |
| 2013 | Ronnie O'Sullivan | Gerard Greene    | 4-2      |
| 2014 | Mark Allen        | Judd Trump       | 4-3      |
| 2015 | Ali Carter        | Shaun Murphy     | 4-2      |
| 2016 | Mark Selby        | Tom Ford         | 4-2      |
| 2017 | Michael White     | Shaun Murphy     | 4-2      |
| 2018 | Kyren Wilson      | Peter Ebdon      | 4-2      |
| 2019 | Barry Hawkins     | Kyren Wilson     | 4-3      |